# 二極體電橋

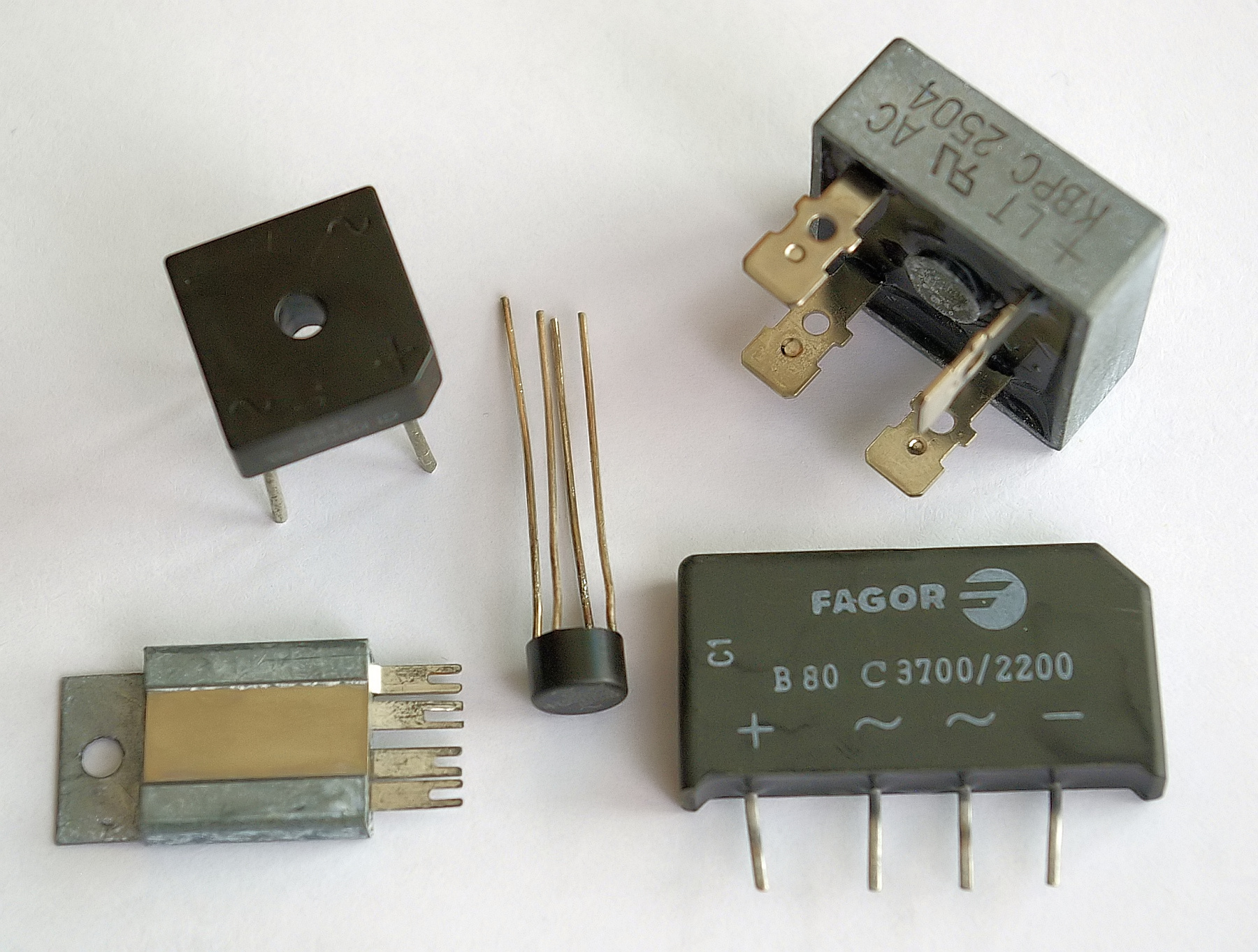
不同封裝的二極體電橋

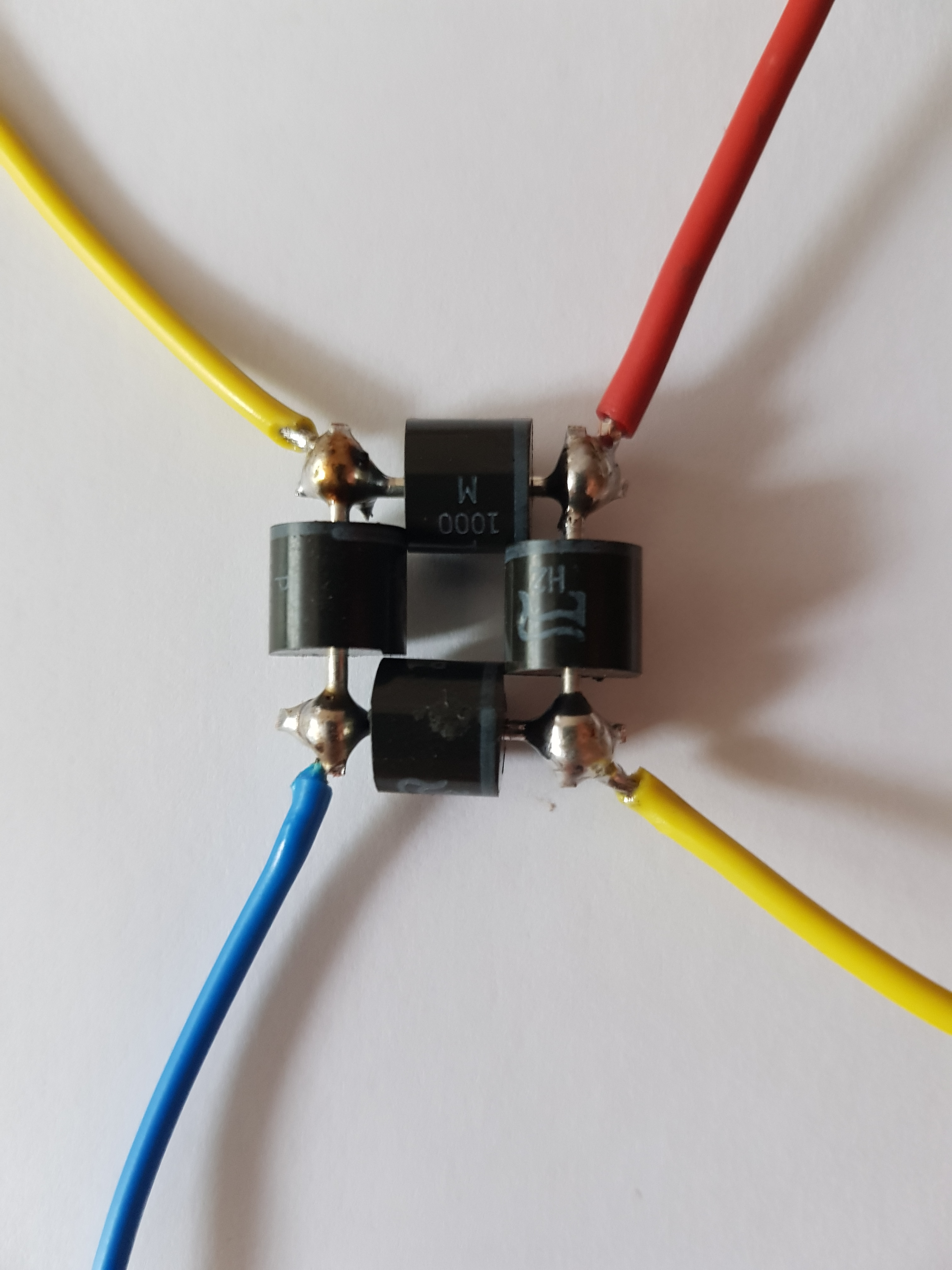
手工製作的二極體電橋。二極體上有銀帶的一側為二極體的陰極

二極體電橋（英語：diode bridge）是用四個或四個以上的二極管組成的电桥电路組態，不論輸入電壓的電極性是正是負，輸出都可以維持相同的極性。
二極體電橋最常見的用途是將交流電（AC）轉換為直流電（DC），也稱為橋式整流器。橋式整流器配合二線交流輸入電壓，可以進行全波整流，其他的整流方式可以利用其二次繞組有中心抽頭的变压器，再將輸出接到三端子輸入的整流器，但橋式整流器在成本及重量上都有優勢。
二極體電橋的基本特點就是輸出電壓的極性不會隨輸入電壓而變化。二極體電橋是由波兰電機工程師Karol Pollak發明，在1895年12月在英國申請專利，1896年1月在德國申請專利。德國物理學家Leo Graetz在1897年獨立的發明類似的電路，也有發表。有些文獻仍把此電路稱為Graetz電路或是Graetz電橋。
在集成电路普及之前，會用四顆二極體組裝二極體電橋。自1950年開始由四個二極體組成電橋，放在同一封裝內的電子零件開始變成標準商品化的產品，目前已有不同的電壓及電流額定。
除了二極體電橋外，在倍壓器中，二極體也會和電容器配置成電橋組態。

## 電流
若以常規電流方向為準，二極體的基本特性是只允許電流的單向流動，此稱為二極體的「順向」。二極體電橋中，二極體的接線方式會允許在電源交流周期的正半週，讓電流經由一個二極體順向導通到負載，負載的電流再經由另一個二極體順向導通到電源的負端，在電源交流周期的負半週，電流會經由另外二極體順向導通，因此都可以形成回路。

## 整流器
在下圖中，連到菱形左邊的輸入為正，連到菱形右邊的輸入為負，電流從上方的端子沿著紅色（正）路徑往右流到輸出，返回時沿著藍色（負）路徑回到下方的電源端子。
若連到菱形左邊的輸入為負，連到菱形右邊的輸入為正，電流從下方的端子沿著紅色（正）路徑往右流到輸出，返回時沿著藍色（負）路徑回到下方的電源端子。

上述二個例子中，上方的輸出端子始終為正，下方的輸出端子始終為負。不論輸入電源是交流或是直流，不會影響二極體電橋的特性。因此二極體電橋不但可以將交流電壓轉換為直流電壓，也可以做「反極性保護」的功能。例如用电池供電的設備，或是接直流電的設備，若電源是先經過二極體電橋再提供給設備，即使电池不小心裝反，或是直流電配線配反，也可以正常工作，不會損害設備。
類似二極體電橋功能的整流器，有中心抽頭變壓器及雙二極體的整流器，以及用二個二極體及二個電容排成電橋的倍壓整流器。

從上到下分別是交流電源，半波整流後信號，全波整流後的信號

## 電壓平滑化
若配合交流電源輸入，二極體電橋的輸出電壓（此情形下為全波整流器）是有極形的脈動正弦曲線，振幅和原來輸入相同，但頻率是原來的兩倍。輸出電壓可以視為是直流電壓上疊加了很大的漣波電壓。這樣的電源使用起來會有不少問題，因為漣波電壓會以废热的形式耗散在直流電路元件中，而此在電路運作中，可能會產生雜訊或是信號扭曲。因此幾乎所有的整流器後面都會接带通滤波器或带阻滤波器，也可以用稳压器來將有漣波的電壓轉換為較平滑（而且可能比較大）的電壓。滤波器可能很簡單，例如一個夠大的电容器或是扼流圈，不過大部份電源供應器的濾波器都有許多交流的串聯或是分流元件。當漣波電壓上昇時，無效交流电功率可以儲存在濾波器元件中，減小實際輸出的電壓。當漣波電壓下降時，無效交流电功率會從濾波器元件中釋放出來，使輸出電壓增加。整流器的最後一段可能會包括以齊納二極體為基礎的穩壓器，因此幾乎可以完全消除漣波。

## 多相二極體電橋
電橋電路可以擴展到在多相交流系統中進行整流。例如三相交流輸入的電源，半波整流需要三個二極體，而全波整流需要六個二極體。
半波整流器可以視為是三相電路的Y接，因為電流會從中性線返回，而全波整流器比較像是為是三相電路的Δ接，不過因為沒有用到中性線，因此不論三相電源是Y接還是Δ接，都可以用全波整流器。

三相全波整流器

上：三相交流電壓輸入，中：半波整流的輸出，下：全波整流的輸出

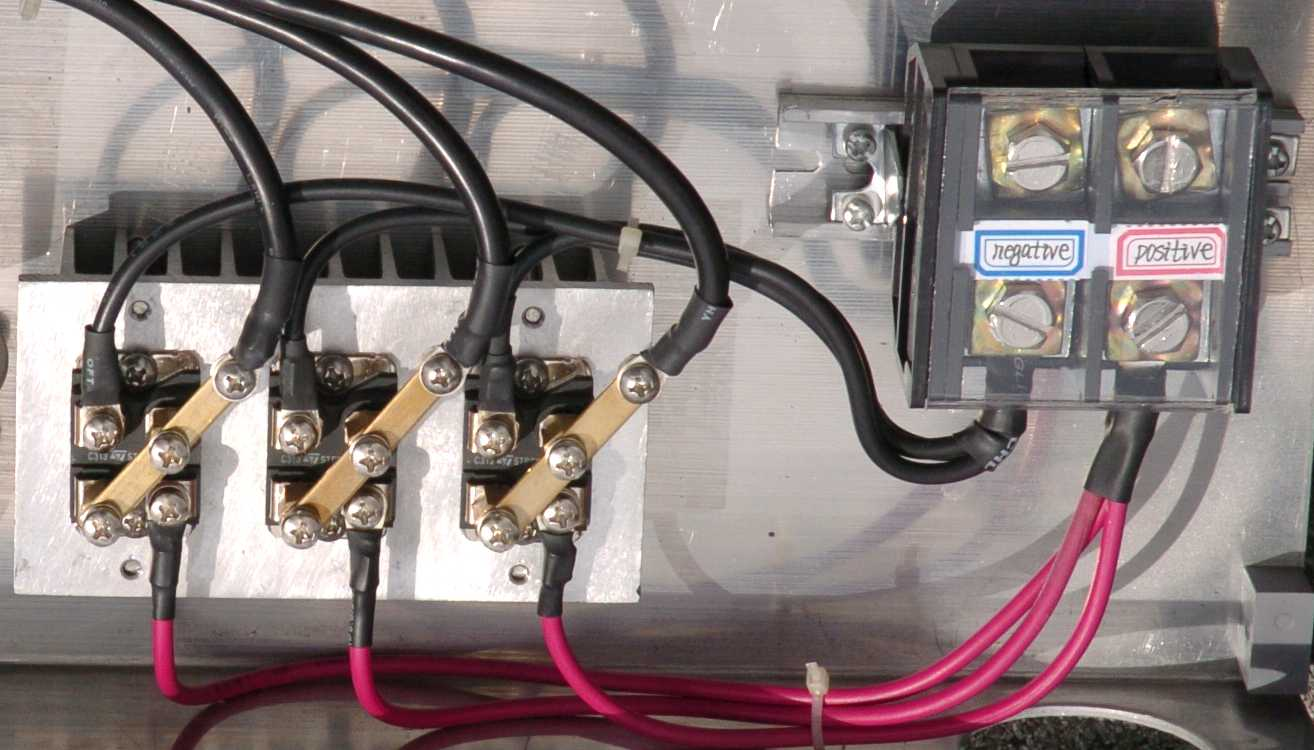
風力發動機上連接的三相橋式整流器

## 二極體切換技術及snubber電路
電源供應器中的變壓器會有漏電感以及雜散電容。當二極體電橋中的二極體關閉時，非理想元件會形成諧振電路，會有高頻的振盪。而且高頻振盪可能會耦合到電路的其他部份。緩衝電路就是用來避免這類的問題。緩衝電路和二極體並聯可能會有一個很小的電容，或是由電阻和電容串聯組成。

## 外部連結
- . Old Movies Reborn (Youtube). July 16, 2017  [2019-09-18]. （原始内容存档于2020-03-17）. （页面存档备份，存于）